# مذبحة بوخارست
حدث تمرد الفيلق ومذبحة بوخارست في بوخارست، رومانيا، في الفترة ما بين 21-23 يناير 1941. بينما تم قطع امتيازات منظمة الحرس الحديدي شبه العسكرية بشكل تدريجي من قبل كوندوكتور إيون أنتونيسكو، ثار أعضاؤها، والمعروفون أيضًا باسم Legionnaires. خلال التمرد والمذابح قتل الحرس الحديدي 125 يهوديًا، وتوفي 30 جنديًا في المواجهة مع المتمردين. بعد ذلك، تم حظر حركة الحرس الحديدي وسجن 9000 من أعضائها. 

## خلفية
بعد الحرب العالمية الأولى، حصلت رومانيا على العديد من الأراضي الجديدة، وبذلك أصبحت «رومانيا الكبرى». ومع ذلك، جاء الاعتراف الدولي بالاتحاد الرسمي مع هذه الأراضي بشرط منح الحقوق المدنية للأقليات العرقية في تلك المناطق. تضم الأراضي الجديدة، ولا سيما بيسارابيا وبوكوفينا، أعدادًا كبيرة من اليهود، الذين تميز وجودهم بسبب ملابسهم وعاداتهم ولغتهم المميزة. قاد المثقفون مع مجموعة واسعة من الأحزاب السياسية ورجال الدين حملة معادية للسامية. جاء العديد من هؤلاء في نهاية المطاف لإلقاء قوتهم السياسية مع ألمانيا النازية.  
سمح الاتفاق الألماني السوفيتي (أغسطس 1939) للاتحاد السوفييتي باستعادة بيسارابيا وشمال بوكوفينا في يونيو 1940، مما أدى إلى الإنذار السوفيتي في يونيو 1940 والاحتلال السوفييتي لتلك المناطق. في أغسطس 1940، توسطت ألمانيا وإيطاليا في النزاعات الرومانية مع المجر حول ترانسيلفانيا (مما أدى إلى منحة فيينا الثانية) ومع بلغاريا فيما يتعلق دوبروجا (مما أدى إلى معاهدة كرايوفا). تم التنازل عن مناطق كبيرة من رومانيا إلى المجر وبلغاريا.  
خلال انسحاب الجيش الروماني من بيسارابيا، احتفل بعض السكان المحليين. كما تم توثيق الهجمات على الجنود من قبل السكان المحليين. تتحدث تقارير مختلفة عن هجمات على الجنود المنسحبين من قبل اليهود - على الرغم من صحة هذه التقارير المتنازع عليها - وقد ثبت أن بعضها تلفيق. بالإضافة إلى ذلك، على الرغم من أن التقارير حددت جميع المتظاهرين والمهاجمين بأنهم «يهود»، إلا أن بعضهم كانوا من الأوكرانيين والروس والموالين للشيوعية والمجرمين الذين تم الإفراج عنهم حديثًا والرومانيين العرقيين. هذه التقارير، بغض النظر عن صحتها، فعلت الكثير لتحريض العديد من الرومانيين ضد اليهود، مما عزز المشاعر المعادية للسامية القائمة.  

## روابط خارجية
- نسخة محفوظة 7 أبريل 2014 على موقع واي باك مشين. ، «في ذكرى اليهود الذين قتلوا في بوخارست كريستال ناخت، 21-23 يناير 1941» بقلم باروخ كوهين
- المحرقة - تحذير من التاريخ يشمل صور الضحايا وكنيس تم حرقه (بالرومانية)
- مصادرة الممتلكات اليهودية في أوروبا، 1933-1945 مصادر ووجهات نظر جديدة، وقائع الندوة ، مركز متحف الهولوكوست التذكاري بالولايات المتحدة لدراسات المحرقة المتقدمة، 2003 (انظر «الاستيلاء على الممتلكات اليهودية في رومانيا» بقلم جان أنسيل)
- موقع بوخارست بوخاروم، مشروع نيجور.
- معهد إيلي ويزل الوطني لدراسة المحرقة في رومانيا
- المحرقة في رومانيا، Statul Național Legionar și șncercările sale de a rezolva "chestiunea evreiască"